# صالح ادهم
 صالح ادهم (۱۲۶٨ تبریز - ۱۳٣٠ تهران) ملقب به حشمت‌السلطنه حقوقدان و رئیس دفتر احمدشاه آخرین شاه قاجار بود.

## زندگی
صالح ادهم به سال ١٢۶٨ در تبریز بدنیا آمد. پدرش زین‌العابدین ادهم ملقب به لقمان‌الممالک پزشک دربار ناصرالدین‌شاه و مظفرالدین‌شاه و بنیانگذار دبستان لقمانیه، سومین دبستان در تبریز بود. او سه برادر با نام‌های محمدحسین،محمدحسن و عباس داشت که همه دارای مناصب پزشکی و سیاسی بودند.
- محمدحسین لقمان‌ادهم(١٢۵٨-١٣٢٩) :ملقب به لقمان‌الدوله و معین‌الاطبا پزشک ایرانی و نخستین رئیس دانشکده پزشکی دانشگاه تهران بود.
- ‌محمدحسن لقمان‌ادهم(۱۲۶۳–۱۳۳۶) : معروف به حکيم‌الدوله پزشک و دولتمرد دوران قاجار و پهلوی و نخستین وزیر صحیه (بهداری) ایران بود.[۳][۴]
- عباس ادهم(١٢۶۴-١٣۴٨) :معروف به اعلم‌المک پزشک و وزیر بهداری، سناتور مجلس سنا ، عضو هیئت مدیره جمعیت شیر و خورشید سرخ ایران بود. او در زمان ولیعهدی احمدشاه قاجار مدتی پزشک مخصوصش بود.

### تحصیلات
صالح پس از تحصیل در دبستان لقمانیه همراه با دو برادرش عباس و محمدحسن جهت ادامه تحصیلات عازم فرانسه شد. 
او بر خلاف برادرانش به تحصیل در رشته حقوق پرداخت و موفق به اخذ دکتری حقوق از دانشگاه پاریس شد.

### فعالیت‌ها
پس از بازگشت به ایران، به دربار احمدشاه قاجار راه یافت و مدت‌ها رئیس دفتر احمدشاه  بود. مدتی در دانشکده حقوق به تدریس پرداخت و هیچگاه شغل دولتی را قبول نکرد.
پس از انقراض سلطنت قاجاریه به اروپا رفت و تا آخرین دقایق زندگی احمدشاه همراه وی حضور داشت و او را ترک نکرد.
وی در سال ۱۳۳۰ درگذشت و در گورستان ظهیرالدوله به خاک سپرده شد.